# 西厳寺 (長野市)
西厳寺（さいごんじ）は、長野県長野市にある真宗大谷派の寺院。山号は成田山。院号は安養院。本尊は阿弥陀如来。

## 歴史
寺伝では、戸隠山の鬼女紅葉を退治した平維茂の9世孫である成田下総守政晴が、4代鎌倉幕府将軍藤原頼経に従って下総国に下った後、仏道に帰依し、親鸞が関東に滞在した時に、その弟子となり出家し、「空晴」と名乗った。親鸞の帰洛後、空晴は建武8年（1256年）に下総国磯部に当寺を創建した。その後、信越地方に当寺と、西久保勝善寺（長野市、後の光蓮寺）、普願寺と中俣勝善寺（長野県須坂市）、願生寺（新潟県妙高市）、本誓寺（同上越市）からなる「磯部6か寺」を形成した。
元弘元年（1331年）、3世空念の時に関東の戦火で焼失したものを、延元元年（1336年）当地の駒沢兵部少輔が招いて移転した。宝徳元年（1449年）には蓮如が立ち寄り、また文明4年（1472年）には2か月ほど滞在した。その跡が「蓮如堂」となっている。それによって太田荘を拠点に一向宗の門徒組織が北信濃一帯に広がった。
永禄11年（1568年）武田信玄が寺領40貫を安堵し、上杉氏が攻め来る時は海津城に入り、越後口に出兵するときは野伏1人を供出することを命じた。天正5年（1577年）には籠城する大坂石山本願寺に兵糧73俵を送った記録がある。慶長3年（1598年）に上杉氏の会津移封に従ったが、すぐに帰還した。
境内には鐘楼や太鼓堂のほか、蓮如の袈裟を掛けたと伝わる大銀杏や、教如の長女である智光院妙空禅尼の墓がある。古文書も多く、天文21年（1552年）証如より親鸞の木像を与えられた文書や、天正18年（1590年）に本願寺の執事が北信濃の11か寺に宛てた礼状などが残っている。毎年4月25日には「蓮如忌」が行われる。